# Hervé Ndjana Onana
Pour les articles homonymes, voir Onana.
Hervé Anselme Ndjana Onana est un footballeur camerounais né le 1er juin 1987 à Yaoundé. Il joue au poste d'attaquant.

## Biographie
Hervé Ndjana Onana inscrit 26 buts en deuxième division belge lors de la saison 2008-2009 et 17 buts lors de la saison 2012-2013, ce qui fait de lui, par deux fois, le meilleur buteur du championnat.
Il joue 44 matchs en première division belge, pour 2 buts inscrits, et 7 matchs en première division chypriote, pour 2 buts inscrits.

## Palmarès
- Meilleur buteur du championnat de Belgique de D2 en 2009 et 2013